# Chejendé
Chejendé é uma cidade venezuelana, capital do município de Candelaria.